# جمهوری عربی یمن
جمهوری عربی یمن نامی است که به کشور یمن شمالی در خلال سال‌های ۱۹۶۲ تا ۱۹۹۰ داده شده بود.

## تاریخ
پس از سرنگونی امپراتوری عثمانی در سال ۱۹۱۸ در پی جنگ جهانی اول، یمن شمالی به عنوان پادشاهی متوکلی یمن به یک کشور مستقل تبدیل شد. در ۲۷ سپتامبر ۱۹۶۲، انقلابیون الهام گرفته از ایدئولوژی ناسیونالیستی عربی جمال عبدالناصر رئیس جمهور جمهوری متحد عربی (مصر)، محمد البدر پادشاه تازه تاج‌گذاری کرده را خلع کردند، کنترل صنعا را به دست گرفتند و جمهوری عربی یمن (YAR) را تأسیس کردند. این کودتا سرآغاز جنگ داخلی یمن شمالی بود که نیروهای جمهوری عربی یمن مورد حمایت جمهوری متحد عربی (مصر) را در مقابل نیروهای سلطنت‌طلب بدر که توسط عربستان سعودی و اردن حمایت می‌شدند، قرار داد. درگیری به طور دوره‌ای تا سال ۱۹۶۷ و تا زمانی که نیروهای مصری برای پیوستن به درگیری‌های جنگ شش روزه خارج شدند ادامه یافت. در سال ۱۹۶۸ و پس از محاصره نهایی سلطنت‌طلبان صنعا، اکثر رهبران مخالف به آشتی رسیدند. عربستان سعودی در سال ۱۹۷۰ جمهوری را به رسمیت شناخت.
برخلاف آلمان شرقی و غربی یا کره شمالی و جنوبی، روابط یمن شمالی با همسایه جنوب شرقی خود، جمهوری دموکراتیک خلق یمن (PDRY)، که به یمن جنوبی نیز معروف است، نسبتاً صمیمانه باقی ماند؛ اگرچه بعد از جنگ ۱۹۷۲ یمن به تیرگی گرایید. 
دو کشور اعلام کردند که در نهایت اتحاد رخ خواهد داد. با این حال، این طرح ها به دلیل جنگ یمن در سال ۱۹۷۹ متوقف شد. هدف اتحاد در نشست سران در کویت در مارس ۱۹۷۹ مجدداً توسط سران کشورهای شمالی و جنوبی مورد تأکید قرار گرفت.
این کشور در ۲۲ آوریل ۱۹۹۰ با جمهوری دمکراتیک مردمی یمن (معروف به یمن جنوبی) متحد شد و جمهوری یمن را پایه‌گذاری کرد.